# Myrmecoderus laevipennis
Myrmecoderus laevipennis es una especie de coleóptero de la familia Salpingidae.

## Distribución geográfica
Habita en Texas (Estados Unidos).
Y en Tamaulipas